# Claudio Gustavino
Claudio Gustavino (Genova, 6 febbraio 1958) è un politico italiano, già consigliere regionale della Liguria e senatore della Repubblica dal 2008 al 2013.

## Biografia
Primario ostetrico-ginecologo presso  il Policlinico San Martino di Genova. Inizia a fare politica nella Democrazia Cristiana, poi, al suo scioglimento, passa prima al PPI, quindi a La Margherita e poi al Partito Democratico. Nel 2002 è stato eletto al Consiglio Comunale di Genova e nel 2005 al Consiglio Regionale della Liguria. 
Eletto senatore nel 2008 col PD, aderisce poi nel 2009 all'Api e nel 2010 passa all'Unione di Centro. Nel 2013 non si ricandida e torna a tempo pieno alla professione medica.